# ABC Scorpion
L'ABC Scorpion fu un motore aeronautico 2 cilindri boxer raffreddato ad aria sviluppato dall'azienda britannica ABC Motors Ltd. nei primi anni venti del XX secolo.
Progettato da Granville Bradshaw il propulsore, il cui prototipo girò per la prima volta nel 1921 era destinato al mercato dei velivoli leggeri.

## Storia del progetto
Dopo il termine della prima guerra mondiale l'industria legata alla produzione aeronautica, fiorente durante il conflitto, aveva gettato le basi per un mercato dell'aviazione civile, sia a indirizzo prettamente commerciale, indirizzato al trasporto di passeggeri e merci, che a quello da turismo e addestramento dei nuovi piloti fornito dalle scuole di volo civili. Al fine di conquistare una fascia del nuovo mercato Granville Bradshaw, capo progettista e proprietario della ABC Motors, decise di avviare lo sviluppo di un nuovo propulsore adatto ad equipaggiare velivoli leggeri.
Per le caratteristiche della clientela a cui doveva rivolgersi il nuovo modello di motore doveva rispondere alle esigenze di basso costo d'acquisto e di gestione, dalla manutenzione ridotta e dalla lunga vita operativa. Bradshaw disegnò quindi un motore semplice e di facile costruzione, dall'architettura interna boxer, particolare tipologia di motore a cilindri contrapposti, con distribuzione OHV 2 valvole per cilindro e alimentazione a benzina.
Il prototipo venne realizzato nel 1921 e dopo le necessarie prove di affidabilità avviato alla produzione in serie due anni più tardi con la denominazione ABC Scorpion.
In seguito Bradshaw rielaborò il progetto iniziale per ricavarne una versione dalla maggior potenza disponibile intervenendo sulla misura di alesaggio dei cilindri e aumentando la corsa, ottenendo di conseguenza una maggiore cilindrata e ricavando un incremento nella potenza di 4 hp.

## Varianti
Scorpion I
versione prodotta nel 1923, potenza erogata 30 hp (22 kW).
Scorpion II
variante con alesaggio e corsa incrementati; potenza erogata 34 hp (25 kW).

## Velivoli utilizzatori
- ABC Robin
- Boulton Paul Phoenix
- BFW M.19
- BFW M.23
- Comper Swift
- de Havilland DH.53 Humming Bird
- Farman Moustique[senza fonte]
- Hawker Cygnet
- Heath Parasol
- Hendy Hobo
- Henderson-Glenny Gadfly

- Kay Gyroplane
- Jodel D.9 Bébé
- Luton Minor
- Mignet HM.14 Pou-du-Ciel
- Parmentier Wee Mite[senza fonte]
- RWD 1
- SAI KZ I
- Short Satellite
- Snyder Buzzard
- Wheeler Slymph[senza fonte]
- Westland Woodpigeon